# Roberto Troncone
Roberto Troncone (Napoli, 1875 – 1947) è stato un fotografo, regista e produttore cinematografico italiano, pioniere dell'industria cinematografica napoletana.

## Biografia
Laureato in giurisprudenza e proveniente da una famiglia altoborghese napoletana, si specializzò nella fotografia, mestiere grazie al quale divenne noto in città.
Con lo sviluppo del cinematografo avvenuto nel 1895, Troncone si appassionò al nuovo strumento e ciò lo indusse a procurarsi una macchina da presa Lumière. Nel 1903 girò il suo primo documentario dal titolo Ritorno da Montevergine, mentre nel 1905 girò un cortometraggio verista dal titolo Camorra, quest'ultimo pare con la collaborazione di Roberto Bracco. Successivamente aprì una sala cinematografica nel centro di Napoli.
Nel 1906, dotato di una macchina da presa Gaumont (casa con la quale stipulò un accordo per la distribuzione) effettuò "dal vero" le riprese di un'eruzione del Vesuvio e realizzò un documentario dal titolo Eruzione del Vesuvio, che gli valse la fama internazionale. Nello stesso anno, subito dopo la realizzazione del documentario, assieme ai fratelli Guglielmo e Vincenzo diede vita alla Fratelli Troncone & C., prima manifattura cinematografica fondata a Napoli, a villetta con sede e teatri di posa in via Solimena nel quartiere Vomero.
Nella nuova casa, poi divenuta Partenope Film nel 1909, Roberto Troncone fu il più attivo dei tre fratelli, dirigendo quasi tutte le prime produzioni. L'attività cinematografica di Troncone durò fino al 1926, anno in cui uscì il film Fenesta ca lucive con Ubaldo Maria Del Colle e Lucia Zanussi, che fu un insuccesso commerciale e che determinò la sua uscita definitiva dal settore.
Dopo l'esperienza da cineasta tornò a svolgere l'attività di fotografo e fondò l'Archivio Fotografico Troncone, un fondo ancora esistente che contiene materiale fotogiornalistico di avvenimenti ripresi dal 1926, che riguardano soprattutto la realtà contemporanea napoletana.